# Михаило-Архангельская церковь (Новониколаевское)
Михаило-Архангельская церковь находится в селе Новониколаевском Кугарчинского района Башкортостана. Относится к ведению Салаватской епархии РПЦ. Престольный праздник — 8/21 ноября.

## История
История этого храма начинается в XIX веке, когда состоятельные купцы, не жалея средств, возводили церкви во славу Господа и во славу Великой России. На строительство храмов съезжались опытные архитекторы, иконописцы. Так с помощью Божией уже совсем скоро в окружении берез выстроился чудный храм с расписными стенами, высокой колокольней, звон которой собирал огромное число молящихся, а придорожное расположение позволяло уставшим путникам найти приют, поставить свечку и помолиться за себя и своих близких. Михаило-Архангельская церковь была построена в 1890 году.
Среди множества духовных пастырей этой церковки особенно замечателен иеромонах Михаил — великий подвижник и неустанный молитвенник за Русскую землю. Отец Михаил много претерпел за православную веру, 10 лет провел в заключении, перенося побои и издевательства. Вернувшись из мест лишения свободы и приняв монашеский постриг, он долго трудился в Михаило-Архангельском храме. Этот кроткий, достойный подражания смиренный инок не переставал согревать своим душевным теплом каждого нуждающегося, утешать плачущего, принимать обездоленного. На его могилке, украшенной цветами, и по сей день можно увидеть страждущего в поисках утешения у милосердного батюшки. В архиве Михаило-Архангельской церкви сохранилось большое количество записок, наставлений, трудов о. Михаила, которые он оставил нам, как бесценный дар в память о себе и о Боге.

## Происшествия
После смерти батюшки случилась трагедия. В декабре 1995 г. страшный пожар полностью уничтожил храм. За охлаждение веры, нерадивость о душе Господь лишил людей святого храма. Тогдашний настоятель иерей Александр Швецов предпринял все усилия для построения нового. Подключились организации из соседних районов, все старались помочь, разделяя горе сельчан. Особый вклад в строительство внес председатель совхоза «Исимовский» Бражников, без его помощи строительство было невозможно. Так всеобщими усилиями на месте сгоревшего воздвигнут новый храм.

## Современный период
Настоятель Александр Кудашев — воспитанник Тобольской Духовной семинарии. Ведутся отделочные работы, обшивка храма. В 2002 г. трудом батюшки, председателем сельсовета Татьяной Алексеевной Будеевой и сельчанами был проведен к храму для отопления газ. В 2010 году здание реконструированно и обрело новый вид.
Чистоту и внутреннюю красоту поддерживает монахиня Екатерина, которая не один десяток лет посвятила этому приходу. М. Екатерина хранит и воплощает традиции православной церкви. Ни один праздник не обходится без нарядов, которые она своими руками шьёт для храма, украшая иконы, не переставая удивлять прихожан.
Любовью и заботой церковь принимает новый вид. Работы ещё очень много, но энергичный батюшка с уверенностью смотрит в будущее, уповая на Божью помощь и молитвы Архангела Михаила.

## Адрес
Адрес храма: 453330, Россия, Башкортостан, Кугарчинский р-н, с. Новониколаевское-Канакас.
Храм расположен на трассе Уфа—Мелеуз—Мраково—Зилаир.